# Manuel de Oliveira Lima
 (novembre 2018).
Si vous disposez d'ouvrages ou d'articles de référence ou si vous connaissez des sites web de qualité traitant du thème abordé ici, merci de compléter l'article en donnant les références utiles à sa vérifiabilité et en les liant à la section « Notes et références ».
Manuel de Oliveira Lima (Recife, 25 décembre 1867 - Washington, 24 mars 1928) est un professeur, un écrivain, un critique, un ambassadeur et un membre-fondateur de l'Académie brésilienne des lettres.
Passionné par les livres, Manuel de Oliveira Lima possède, à son époque, la troisième plus importante collection d'œuvres relatives au Brésil. Aujourd'hui située à l'université catholique de Washington, la bibliothèque Oliveira Lima, comprend pas moins de 58 000 ouvrages, la correspondance de son fondateur avec quantité d'intellectuels, plus de 400 tableaux et d'innombrables albums contenant des coupures de presse.